# Pazaryeri (district)
Pazaryeri is een Turks district in de provincie Bilecik en telt 12.283 inwoners (2007). Het district heeft een oppervlakte van 326,4 km².
De bevolkingsontwikkeling van het district is weergegeven in onderstaande tabel.
| 1997   | 2000   | 2007   |
| ------ | ------ | ------ |
| 14.067 | 13.296 | 12.283 |